# Gunnarps församling
Gunnarps församling är en församling i Falkenbergs pastorat i Varbergs och Falkenbergs kontrakt i Göteborgs stift. Församlingen ligger i Falkenbergs kommun i Hallands län.

## Administrativ historik
Församlingen har medeltida ursprung.
Församlingen var till 1 maj 1919 annexförsamling i pastoratet Gällared och Gunnarp. Från 1 maj 1919 var den moderförsamling i pastoratet Gunnarp och Gällerstad som 1962 utökades med Krogsereds församling. Församlingen ingår sedan 2017 i Falkenbergs pastorat. 1 januari 2023 införlivades Gällerstads och Krogsereds församlingar i denna.

## Kyrkor
- Fegens kapell
- Gunnarps kyrka
- Gällareds kyrka
- Krogsereds kyrka